# 朝鮮民主主義人民共和國中央銀行
朝鮮民主主義人民共和國中央銀行（朝鲜语：／ Chosŏn Minjujuŭi Inmin Konghwaguk Chungang Ǔnhaeng）是北韓的中央銀行及發鈔銀行，現任總裁（총재）為白民光（백민광）。該銀行的正式成立日期是1947年12月6日。

## 歷史
1945年8月底，苏联進攻朝鮮半島，佔領了38度線以北的地區，並在同年12月，將原先日治時期成立的朝鮮銀行位於平壤的分行改設為臨時辦公室。
1946年1月9日，蘇聯正式成立了位於朝鮮控管區的中央銀行，以利貨幣發行，並將名稱訂為「北朝鮮中央銀行」，並且負責管理其他位於北方的原先的朝鮮銀行分行，並由蘇聯軍方接管。然而，由於管理不善的關係，銀行的效率低下，運作成本也超出預計，因此朝鮮臨時人民委員會另立農民銀行 。這也造成了出現兩間中央銀行的情況，為了解決這一問題，北韓政府在1947年12月6日合併兩間銀行，並命名為中央與農民銀行。
1959年，中央與農民銀行易名為朝鮮民主主義人民共和國中央銀行。同年，轄下的外貿銀行建立，負責處理國際貿易事務。現時，朝鮮民主主義人民共和國中央銀行共有220間分行。

## 發行鈔票

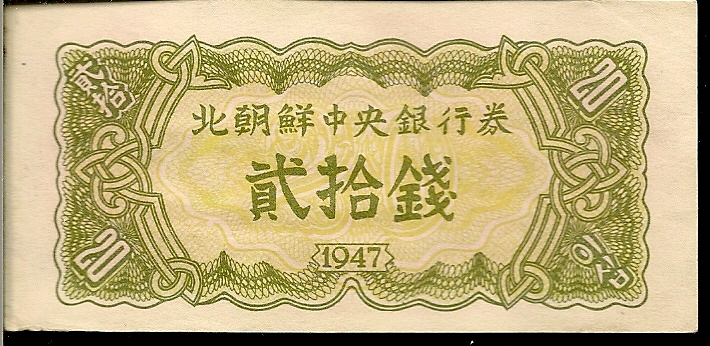
朝鮮中央銀行的前身北朝鮮中央銀行於1947年發行的20錢鈔票
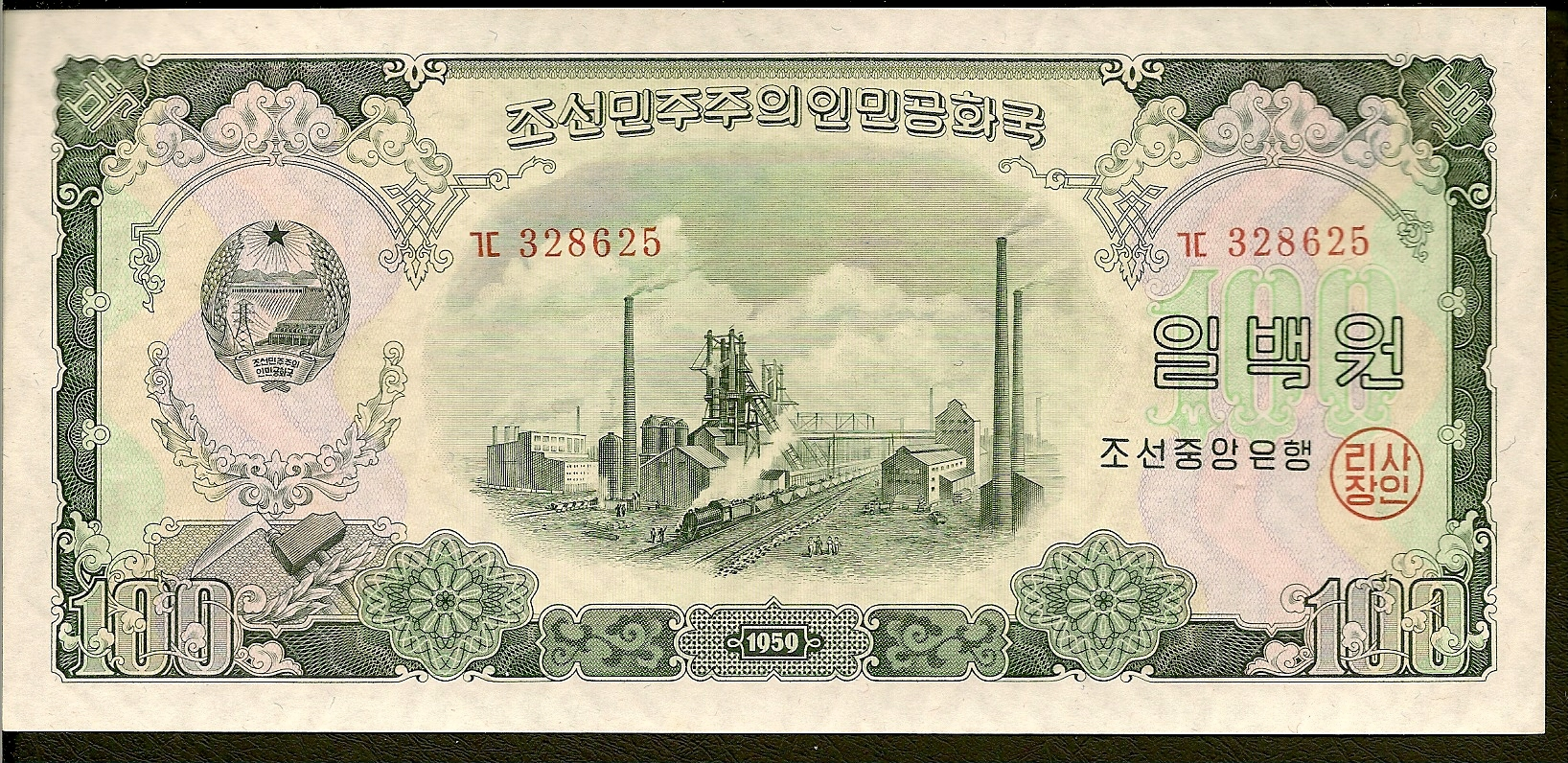
朝鮮中央銀行於1959年發行的100圓鈔票
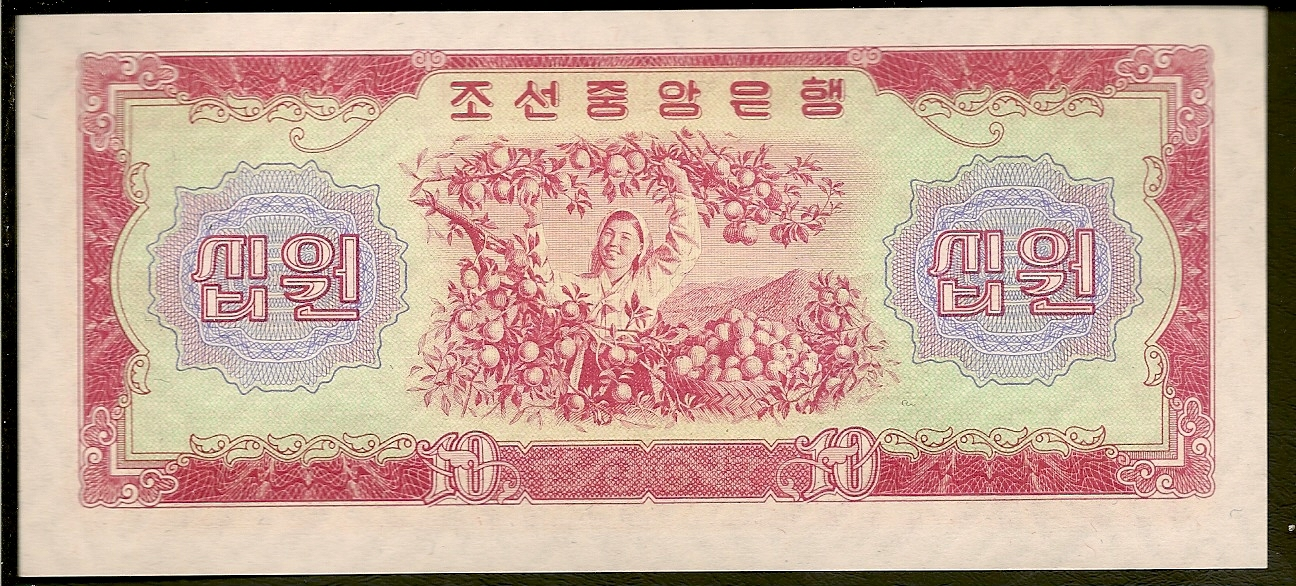
朝鮮中央銀行於1959年發行的10圓鈔票

## 資料來源
1. ↑  Martino, John (编). . Los Angeles: Sage Reference. 2013: 892. ISBN 978-1-4522-9937-2.
2. ↑  . North Korean Economy Watch. 25 June 2009  [4 February 2017]. （原始内容存档于2021-02-23）.
3. ↑  McCune, George M. . READ BOOKS. 2007: 193. ISBN 978-1-4067-2764-7.
4. ↑  McCune, 2007, p. 194.
5. ↑  McCune, 2007, p. 195.
6. 1 2  Hoare, James; Pares, Susan. . Routledge. 2005: 31. ISBN 978-1-85743-258-9.